# Arthur Stanley Eddington
Sir Arthur Stanley Eddington (ur. 28 grudnia 1882 w Kendal, zm. 22 listopada 1944 w Cambridge) – brytyjski astronom, astrofizyk teoretyczny i popularyzator tych nauk; profesor Uniwersytetu w Cambridge i dyrektor tamtejszego obserwatorium astronomicznego. Laureat nagród naukowych wysokiej rangi jak Złoty Medal Królewskiego Towarzystwa Astronomicznego (ang. Royal Astronomical Society), Royal Medal od Towarzystwa Królewskiego w Londynie (ang. Royal Society) i francuskie Prix Jules-Janssen.
Eddington to autor pierwszego bezpośredniego dowodu ogólnej teorii względności Einsteina, znalezionego w 1919 roku dzięki obserwacji zaćmienia Słońca. Nazwiskiem astronoma nazwano też jasność Eddingtona – graniczną wartość, przy której ciśnienie promieniowania jest w stanie nie dopuścić do spadania materii (w polu grawitacyjnym) na zwarty obiekt.

## Życiorys

### Edukacja
W roku 1902 ukończył Victoria University w Manchesterze z najwyższą lokatą. W tym samym roku rozpoczął studia w Trinity College na Uniwersytecie w Cambridge. Egzaminy licencjackie zdał w roku 1904 jako najlepszy student (ang. Senior Wrangler). W roku 1907 ukończył studia magisterskie, otrzymując Nagrodę Smitha i został wykładowcą Trinity College.

### Działalność naukowa

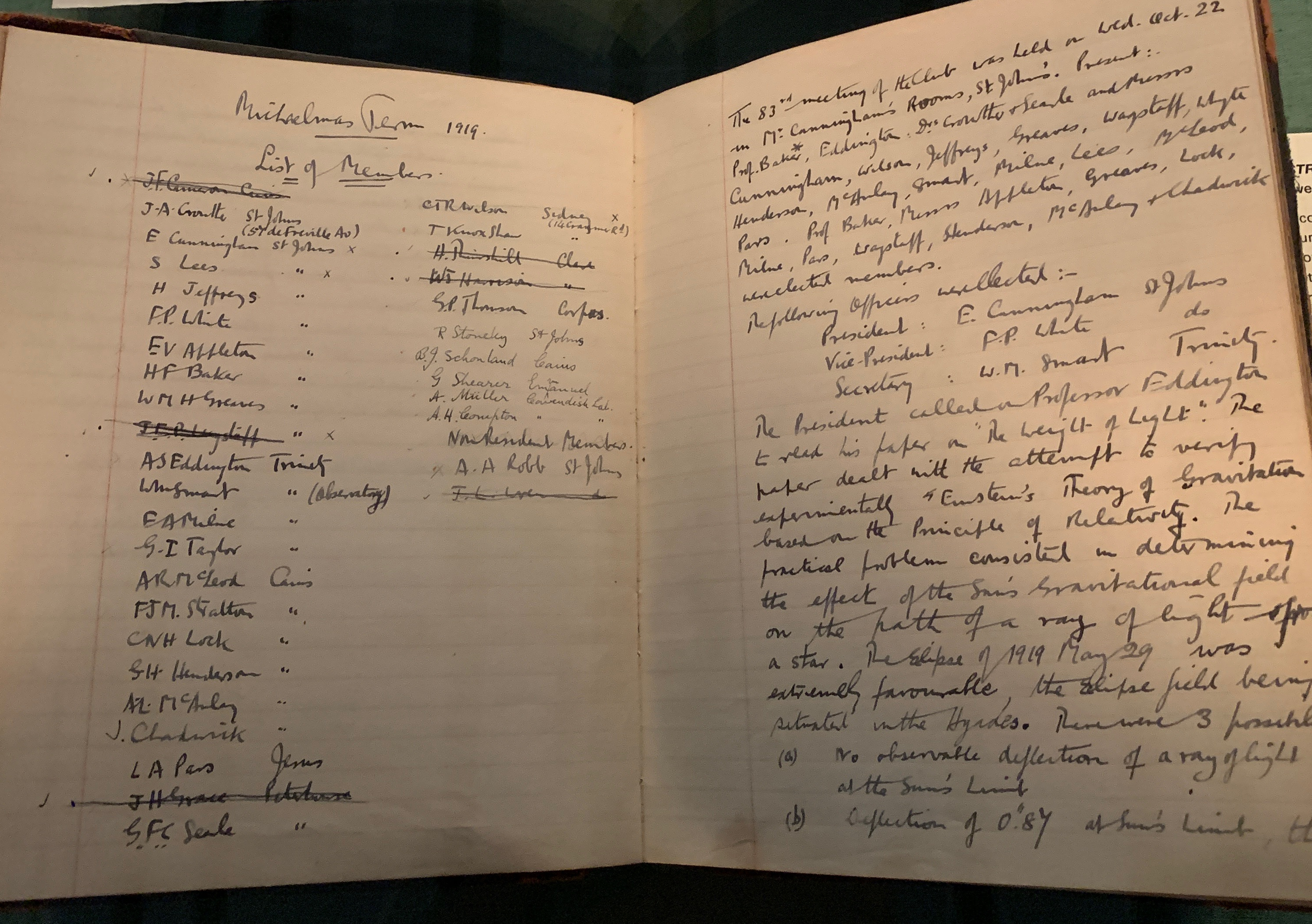
Protokół ze spotkania Cambridge ∇^{2}V Club, podczas którego Eddington przedstawił swoje obserwacje ugięcia promieni światła w pobliżu Słońca, potwierdzające ogólną teorię względności Einsteina. Zapiski obejmują linię o treści „W toku ogólnej dyskusji przewodniczący zauważył, że 83. spotkanie ma historyczne znaczenie”.

W 1913 roku objął Katedrę Astronomii im. Pluma w Cambridge, a w 1914 roku został dyrektorem Obserwatorium w Cambridge. W 1919 roku dostarczył dowodów potwierdzających ogólną teorię względności. Znany z prac związanych z teorią względności. W roku 1920 napisał artykuł zatytułowany Report On The Relativity Theory Of Gravitation (Raport na temat grawitacyjnej teorii względności), w którym ogłosił teorię względności Alberta Einsteina dla świata angielskojęzycznego (w czasach I wojny światowej najnowsze niemieckie odkrycia naukowe nie były dobrze znane na obszarach anglojęzycznych). W 1926 roku opublikował książkę The Internal Constitution of Stars, w której sugerował, że źródłem energii słonecznej są reakcje jądrowe. Wyznaczył również obfitość wodoru w gwiazdach i rozwinął model pulsacji cefeid.
Z jego działalnością na rzecz propagowania teorii względności związana jest anegdota. Podobno inny znawca tej teorii, Ludwik Silberstein, zażartował, że teorię Einsteina rozumieją zaledwie trzy osoby na świecie (w tym domyślnie sam Einstein). Eddington nie zaprzeczył i zamiast krygować się, że Silberstein zaliczył go do tej elity, stwierdził, że nie wie, kto jest tą trzecią (poza Einsteinem i samym Eddingtonem) osobą.
Eddington interesował się też obserwacyjną weryfikacją ogólnej teorii względności. Zorganizował wyprawę na Wyspę Książęcą, leżącą u wybrzeży Afryki Zachodniej, w celu obserwacji całkowitego zaćmienia Słońca 29 maja 1919. W czasie zaćmienia wykonał pomiary pozycji gwiazd w otoczeniu Słońca i stwierdził, że pozycje te uległy przesunięciu zgodnie z przewidywaniem teorii względności na skutek ugięcia promienia światła w polu grawitacyjnym.
Eddington za fałszywe uznał obliczenia przyszłego noblisty Subrahmanyana Chandrasekhara.
W swojej książce The Nature of the Physical World (Natura świata fizycznego), wydanej w 1928, wyraził pogląd, że nieskończona armia małp na niezliczonej ilości maszyn do pisania jest w stanie napisać wszystkie książki znajdujące się w British Museum (twierdzenie o nieskończonej liczbie małp). Dzięki książkom popularnonaukowym Eddington uzyskał w Wielkiej Brytanii dużą popularność w okresie międzywojennym.
Od 1926 był członkiem zagranicznym Królewskiej Holenderskiej Akademii Sztuk i Nauk.

### Liczba Eddingtona dla kolarstwa
Liczba Eddingtona dla kolarstwa
Eddingtonowi przypisuje się opracowanie miary osiągnięć rowerzysty w jeździe długodystansowej. Liczba Eddingtona w kontekście jazdy na rowerze jest definiowana jako maksymalna liczba E, przy której rowerzysta przejechał co najmniej E mil w co najmniej E dni.
Na przykład, liczba Eddingtona wynosząca 70 oznaczałaby, że rowerzysta przejechał co najmniej 70 mil dziennie przy co najmniej 70 okazjach. Osiągnięcie wysokiej liczby Eddingtona jest trudne, ponieważ przejście z, powiedzmy, 70 do 75 będzie (prawdopodobnie) wymagało więcej niż pięciu nowych przejażdżek długodystansowych, ponieważ wszelkie przejażdżki krótsze niż 75 mil nie będą już uwzględniane w obliczeniach. Liczba E Eddingtona wynosiła 84.
Liczba Eddingtona dla kolarstwa jest analogiczna do indeksu-h (Wskaźnik Hirscha), który określa ilościowo zarówno rzeczywistą produktywność naukową, jak i pozorny wpływ naukowy naukowca.

### Życie prywatne
Był kwakrem.

## Polskie wydania prac
- Nowe oblicze natury: światopogląd fizyki współczesnej, wyd. Mathesis Polska: Warszawa, 1934.

(The nature of the physical world, 1928)
- Czy wszechświat się rozszerza?, wyd. Uniwersytetu Warszawskiego: Warszawa, 2018.

(The expanding universe: Astronomy's 'Great Debate', 1900–1931, 1933) 
- Nauka na nowych drogach, wyd. Trzaska, Evert i Michalski: Warszawa, 1937.

(New pathways in science, 1935)

## Nagrody i wyróżnienia
- 1924: Złoty Medal Królewskiego Towarzystwa Astronomicznego[8],
- 1928: Royal Medal od Towarzystwa Królewskiego w Londynie,
- 1928: Prix Jules-Janssen,
- 1930: tytuł szlachecki Sir,
- 1938: Order Zasługi (ang. Order of Merit)[9].
- Nazwiskiem Arthura Eddingtona nazwano planetoidę (2761) Eddington[10].

## W filmie
- Film Einstein i Eddington z 2008 r., reż. Philip Martin.